# De syv søstre (vandfald)
De syv søstre (norsk: De syv søstrene) er et vandfald i Norge med et samlet fald på omkring 410 m, mens det længste fald er omkring 250 m. Det dennes af Knivsflåelvane, og består af syv mindre vandfald, der ligger vedsiden af hinanden og løber ned i Geirangerfjorden. 
På den modsatte side af fjorden ligger vandfaldet Friaren (Skageflåfossen), som har et flaskeformet udseende. Angivelig skal "Friaren" være ulykkelig (og derfor henfallen til flasken), da han har ventet svar på sit frieri til søstrene.